# En Avant Guingamp
En Avant de Guingamp (normalt bare kendt som En Avant Guingamp eller EA Guingamp) er en fransk fodboldklub fra Guingamp i Bretagne. Klubben spiller i Ligue 2, og har gennem historien tilbragt mange år i den bedste liga. Klubben blev stiftet i 1912 og spiller sine hjemmekampe på Stade du Roudourou. Dens største triumf var sejren i pokalturneringen Coupe de France i 2009. I 1996 vandt man desuden den europæiske UEFA Intertoto Cup.
En Avant Guingamp har været spillested for flere internationalt kendte spillere, som blandt andet den franske angriber Jean-Pierre Papin.

## Titler
- Coupe de France (2): 2009, 2014

- UEFA Intertoto Cup (1): 1996

## Kendte spillere
- Jean-Pierre Papin
- Stéphane Guivarc'h
- Vincent Candela
- Florent Malouda
- Laurent Koscielny
- Didier Drogba

## Danske spillere
- Morten Nielsen
- Lars Jacobsen
- Jonas Lössl
- Ronnie Schwartz